# David Dencik

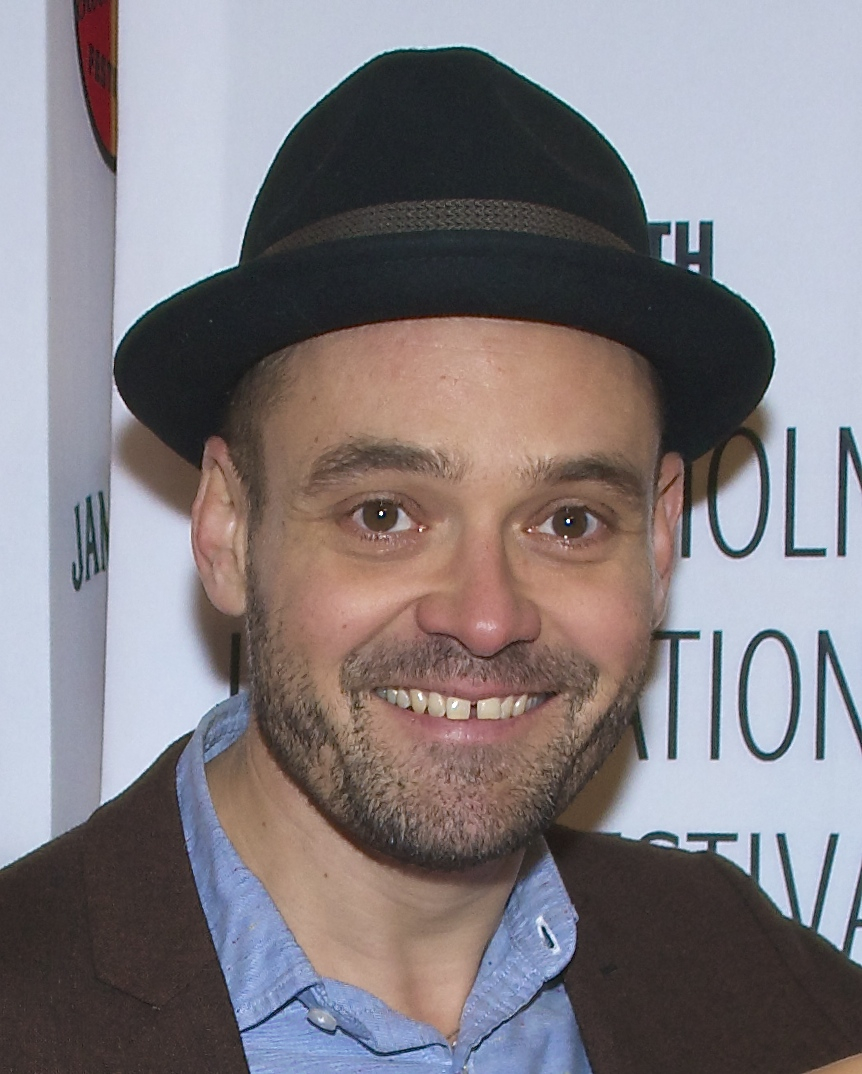
David Dencik (2014)

Karl David Sebastian Dencik (* 31. Oktober 1974 in Stockholm) ist ein schwedischer Schauspieler, der bisher hauptsächlich in dänischen und schwedischen Filmen zu sehen war.

## Leben und Werdegang
Karl David Sebastian Dencik wurde zwar im schwedischen Stockholm geboren, wuchs aber in Dänemark auf. Anschließend studierte er von 1999 bis 2003 an der Teaterhögskolan in Stockholm.
Nach kleineren Nebenrollen hatte Dencik seinen Durchbruch 2005 in der Rolle des schwedischen Serienmörders John Ausonius in der Fernsehserie Lasermannen. Seine Darstellung des Transsexuellen Ulrik im dänischen Liebes-Drama En Soap brachte ihm mehrere Filmpreise, darunter 2007 einen Robert in der Kategorie Bester Hauptdarsteller.
Nach seinem Auftritt in der auch international vielbeachteten Stieg-Larsson-Adaption Verblendung erhielt Dencik auch zunehmend Rollen in internationalen Produktionen. So übernahm er 2011 Rollen in Tomas Alfredsons Agententhriller Dame, König, As, Spion, Steven Spielbergs Weltkriegsdrama Gefährten und David Finchers Remake Verblendung. 2017 spielte er den deutschen Bösewicht in Top of the Lake China Girl.

## Filmografie (Auswahl)
- 2003: Reconstruction
- 2003: Bokseren
- 2004: Das Babylon-Syndrom (Babylonsjukan)
- 2005: Bare Holger
- 2005: Les amours perdus
- 2005: Lasermannen (Fernsehserie, 3 Folgen)
- 2006: En Soap
- 2006: Istedgade
- 2006: Emmalou
- 2007: Alles außer Liebe (Uden for kærligheden)
- 2007: Boy Meets Girl
- 2007: Daisy Diamond
- 2008: Der Kandidat (Kandidaten)
- 2008: Vampyrer
- 2008: Black Man
- 2009: Verblendung (Män som hatar kvinnor)
- 2009: Original
- 2009: Bruderschaft (Broderskab)
- 2010: Mankells Wallander: Inkasso (Indrivaren)
- 2010: Rosa Morena
- 2010: Cornelis
- 2010–2012: Lykke (Fernsehserie, 18 Folgen)
- 2011: Juni
- 2011: Frit fald
- 2011: Værelse 304
- 2011: Dame, König, As, Spion (Tinker Tailor Soldier Spy)
- 2011: Happy End
- 2011: Gefährten (War Horse)
- 2011: Verblendung (The Girl with the Dragon Tattoo)
- 2012: Die Königin und der Leibarzt (En kongelig affære)
- 2012: Agent Hamilton – Im Interesse der Nation (Hamilton – I nationens intresse)
- 2012: Call Girl
- 2014: Serena
- 2014: Schändung (Fasandræberne)
- 2015: Men & Chicken (Mænd & Høns)
- 2015: Regression
- 2016: Tordenskjold & Kold
- 2016: Follow the Money (Bedrag, Fernsehserie, 10 Folgen)
- 2016: Der Tag wird kommen (Der kommer en dag)
- 2017: Top of the Lake (Fernsehserie)
- 2017: Schneemann (The Snowman)
- 2018: McMafia (Fernsehserie)
- 2019: Quicksand – Im Traum kannst du nicht lügen (Störst av allt, Fernsehserie)
- 2019: Chernobyl (Miniserie)
- 2019: Quick – Die Erschaffung eines Serienkillers (Quick)
- 2021: James Bond 007: Keine Zeit zu sterben (No Time to Die)
- 2021: Der Kastanienmann (Kastanjemanden, Fernsehserie)
- 2022: Operation Schwarze Krabbe (Svart krabba)
- 2023: Huset (Das Haus, Fernsehserie)
- 2024: Families Like Ours – Nur mit Euch (Fernsehserie, 7 Folgen)
- 2025: Die Affäre Cum-Ex (Fernsehserie)

## Auszeichnungen (Auswahl)
- 2006: Grand Prix Art Film in der Kategorie Bester Schauspieler für En Soap
- 2006: Transilvania International Film Festival Award in der Kategorie Beste Performance für En Soap
- 2007: Robert in der Kategorie Bester Hauptdarsteller für En Soap
- 2009: Tallinn Black Nights Film Festival Jury Prize in der Kategorie Bester Schauspieler für Bruderschaft
- 2012: COFCA Award der Central Ohio Film Critics Association in der Kategorie Bestes Ensemble für Dame, König, As, Spion